# 北宋汝窯青瓷無紋水仙盆
北宋汝窑青瓷無紋水仙盆是北宋徽宗年间的御用器皿，由汝窑烧製，其以天青色純淨沒有開片的清朗釉色著名於世。現為中華民國國寶。

## 介紹
器身呈橢圓形，侈口、深壁、平底，下接雲頭形四足。盆壁四周較薄，底足略厚，通體釉色勻潤，稜角轉折之處並微呈淺粉色澤。底有六枚支釘痕，胎呈米黃色。
傳世目前可見六件汝窯水仙盆，其中有四件典藏在台北國立故宮博物院，一件收藏於日本大阪市立東洋陶磁美術館，一件收藏於中國大陸吉林省博物院。此件水仙盆是目前傳世汝窯中唯一無開片紋路者，可視為明代鑑賞家曹昭在《格古要論》中所說汝窯「有蟹爪紋者真，無紋者尤好」的最佳例證。
乾隆帝鑑賞清宮舊藏瓷器之際，對此件作品摩挲把玩、愛不釋手，降旨加刻御製詩並重新設計陳設木座。造型別致的木座帶抽屜，屜內置《乾隆御筆書畫合璧》冊。該圖冊共八開，每開一幅，內為乾隆帝臨摹宋朝四大書家蔡襄、蘇軾、黃庭堅和米芾的尺牘和題跋以及畫作，充分展現他經手典藏的經過。

## 款識

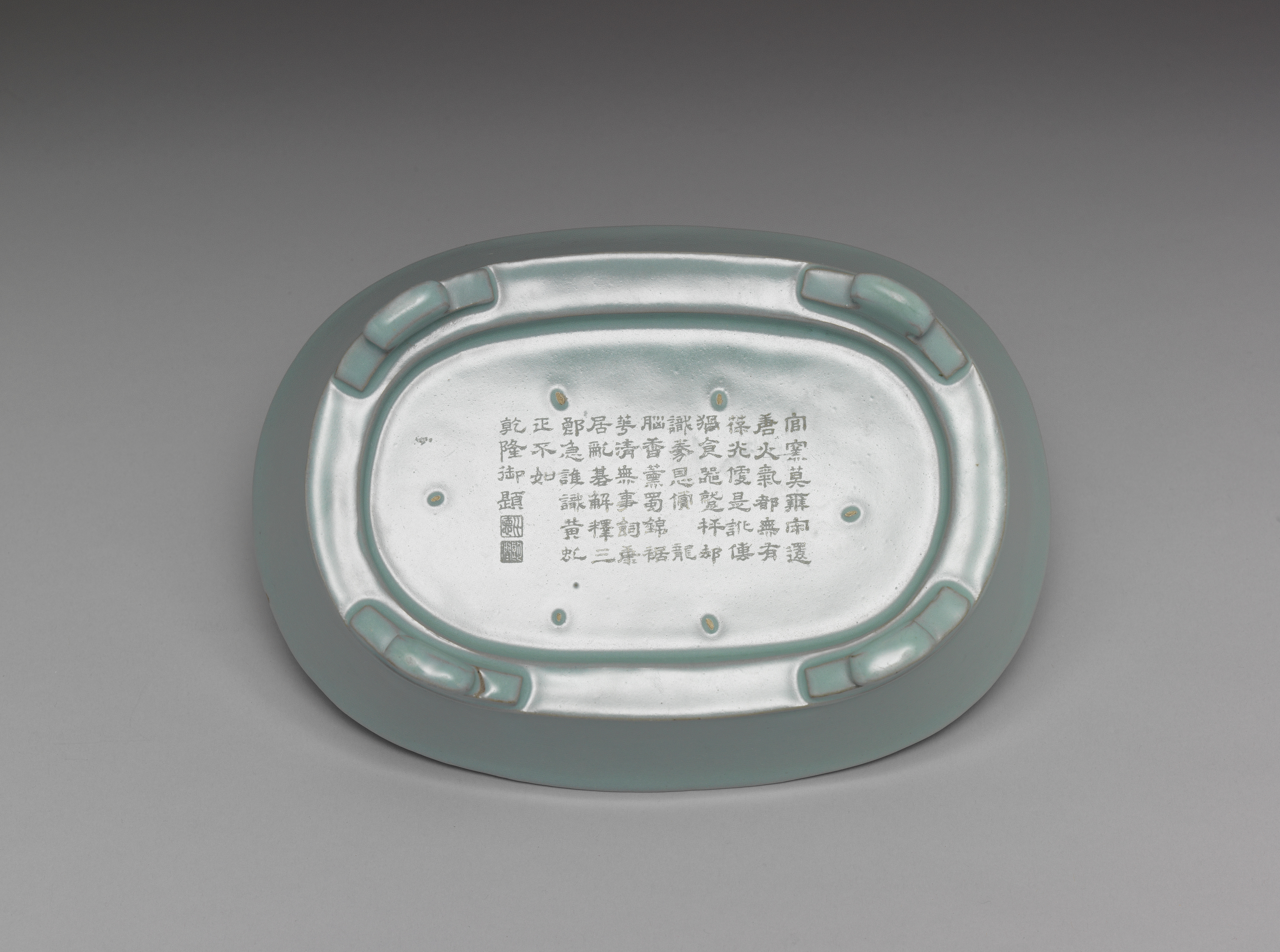
北宋汝窯青瓷無紋水仙盆底部

乾隆帝降旨加刻御製詩于水仙盆之底部，并钤印兩枚：

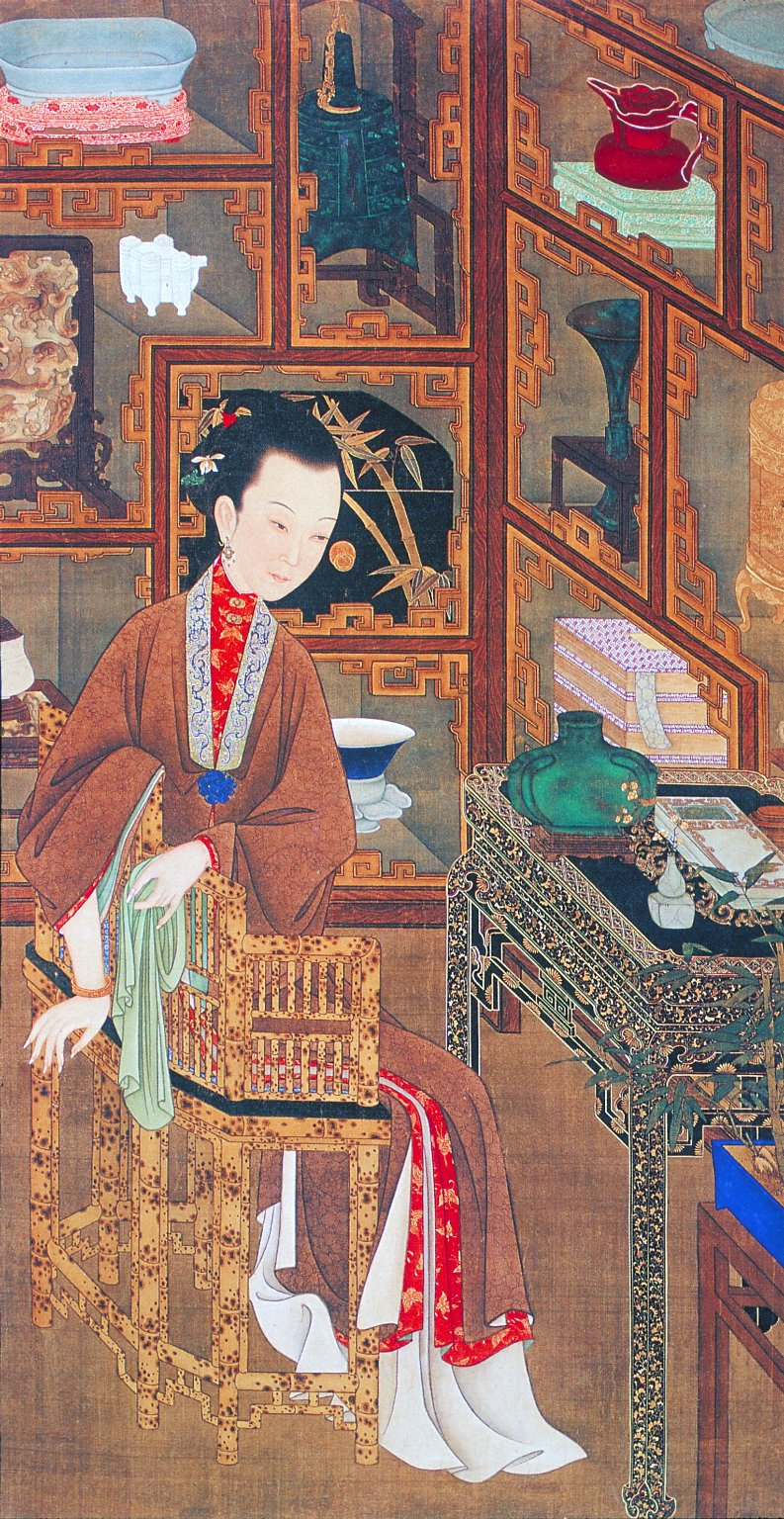
清朝康熙雍正时期，宫廷画师所作《十二美人图》之博古幽思中，描绘了相同的汝窑陈设摆件。

|  | 官窯莫辨宋還唐 火氣都無有葆光 便是訛傳猧食器 蹵枰却識豢恩償 龍腦香薰蜀錦裾 華清無事飼康居 亂碁解釋三郎急 誰識黃虬正不如 乾隆御題 （下接二鈐印）比德 朗潤 |